# Paolo Pulici
Paolo Pulici (Roncello, 27 d'abril de 1950) és un futbolista italià retirat.

## Trajectòria esportiva
El Torino el fitxà el 1967 del Legnano i l'entrenador Edmondo Fabbri el situà com a titular la temporada 1968-69 en el partit Torino-Cagliari Calcio (0-0). Amb l'equip grana disputà 14 temporades, amb un total de 437 partits (335 de lliga, 72 de copa, 29 de copes europees i 1 al Torneo di Capodanno, competició oficial de la Lega Calcio del 1980-1981) marcant 173 gols, fet que el situen com el major golejador de la història del club torinès.
Fou màxim golejador de la lliga italiana de futbol tres temporades, el 1973, amb Gianni Rivera i Giuseppe Savoldi, el 1975 i el 1976. En aquest darrer any els seus 21 gols foren determinants per la conquesta de l'scudetto per part de l'equip torinès. També guanyà la Copa d'Itàlia el 1971.
El 1982 fou cedit a l'Udinese Calcio i al cap d'una temporada passà a l'ACF Fiorentina, on acabà la seva carrera futbolística.
Amb la selecció italiana jugà 19 partits i marcà 5 gols. Fou convocat per als mundials de 1974 i 1978, tot i que no disputà cap partit.

## Estadístiques
| Temporada     | Club           | Campionat | Campionat | Campionat |
| Temporada     | Club           | Comp.     | Partits   | Gols      |
| ------------- | -------------- | --------- | --------- | --------- |
| 1966/67       | Legnano        | Sèrie C   | 1         | 0         |
| 1967/68       | Torino FC      | Sèrie A   | 0         | 0         |
| 1968/69       | Torino FC      | Sèrie A   | 6         | 1         |
| 1969-70       | Torino FC      | Sèrie A   | 24        | 0         |
| 1970-71       | Torino FC      | Sèrie A   | 23        | 3         |
| 1971-72       | Torino FC      | Sèrie A   | 26        | 5         |
| 1972-73       | Torino FC      | Sèrie A   | 29        | 17        |
| 1973-74       | Torino FC      | Sèrie A   | 25        | 14        |
| 1974-75       | Torino FC      | Sèrie A   | 23        | 18        |
| 1975-76       | Torino FC      | Sèrie A   | 30        | 21        |
| 1976-77       | Torino FC      | Sèrie A   | 29        | 16        |
| 1977-78       | Torino FC      | Sèrie A   | 28        | 12        |
| 1978-79       | Torino FC      | Sèrie A   | 20        | 10        |
| 1979-80       | Torino FC      | Sèrie A   | 23        | 3         |
| 1980-81       | Torino FC      | Sèrie A   | 22        | 9         |
| 1981-82       | Torino FC      | Sèrie A   | 27        | 5         |
| 1982-83       | Udinese Calcio | Sèrie A   | 26        | 5         |
| 1983-84       | ACF Fiorentina | Sèrie A   | 20        | 1         |
| 1984-85       | ACF Fiorentina | Sèrie A   | 20        | 2         |
| Total Sèrie A | Total Sèrie A  |           | 401       | 142       |

## Palmarès

### Club
- Lliga italiana de futbol: 1975-76
- Copa italiana de futbol: 1970-71

Individual
- Màxim golejador de la lliga italiana de futbol: 1972-73, 1974-75, 1975-76